# Algot Larsson
Algot Sigfrid Larsson, född 15 februari 1893 i Malmö, död där 20 juni 1980, var en svensk skådespelare.
Han var från 1923 gift med skådespelaren Minna Larsson. De är gravsatta i minneslunden på S:t Pauli mellersta kyrkogård i Malmö.

## Filmografi
- 1924 – Studenterna på Tröstehult
- 1924 – Högsta vinsten
- 1939 – Skanör-Falsterbo
- 1939 – Kalle på Spången
- 1942 – Stinsen på Lyckås
- 1944 – Skåningar
- 1945 – Den glade skräddaren
- 1945 – Jolanta, den gäckande suggan
- 1950 – Pimpernel Svensson
- 1954 – En natt på Glimmingehus
- 1955 – Blå himmel